# Yves Le Cabellec
Yves Le Cabellec, né le 15 décembre 1920 à Plouay et décédé le 9 février 2009  également à Plouay, est un homme politique français et ancien résistant (7e bataillon FFI du Morbihan).
Il est maire de Plouay de 1959 à 1989 et député de la sixième circonscription du Morbihan de 1974 à 1981, à la suite du décès de Paul Ihuel dont il était le suppléant.

## Distinctions
- Croix du combattant
- Chevalier de la Légion d'honneur
- Chevalier de l'ordre national du Mérite agricole